# 알카흐프
 알 까흐프는 동굴이란 단어에서 유래했으며 꾸란의 제 18번째 본문 제목이다.
그 장은 이슬람 추종자의 이야기로 시작하여 모세에게 생명의 소중함을 가르쳤던 신비로운 스승의 이야기를 이어나간다.
그 다음으로 몸에 뿔 두 개를 지닌 통치자 줄까르나인의 이야기를 하며 본 장은 끝을 맺는다.
| 이 전 알 이스라 | 수라 18 (아랍어 원문) | 다 음 마리암 (수라) |
| 1 2 3 4 5 6 7 8 9 10 11 12 13 14 15 16 17 18 19 20 21 22 23 24 25 26 27 28 29 30 31 32 33 34 35 36 37 38 39 40 41 42 43 44 45 46 47 48 49 50 51 52 53 54 55 56 57 58 59 60 61 62 63 64 65 66 67 68 69 70 71 72 73 74 75 76 77 78 79 80 81 82 83 84 85 86 87 88 89 90 91 92 93 94 95 96 97 98 99 100 101 102 103 104 105 106 107 108 109 110 111 112 113 114 |                       |                     |